# فنسنت بال
فنسنت بال (بالإنجليزية: Vincent Ball)‏ هو ممثل أسترالي، ولد في 4 ديسمبر 1923 في أستراليا.

## وصلات خارجية
- فنسنت بال على موقع IMDb (الإنجليزية)
- فنسنت بال على موقع قاعدة بيانات الفيلم (الإنجليزية)